# Palazzo della Pace e della Riconciliazione
Il Palazzo della Pace e della Riconciliazione (in kazako Бейбітшілік пен келісім сарайы), è un edificio dalla forma piramidale alta 77 metri situata ad Astana, in Kazakistan. Progettata da Foster + Partners, con un apice di vetro colorato dell'artista Brian Clarke, la struttura è stata costruita dalla Sembol Construction al costo di 8,74 miliardi di tenge kazako (circa 58 milioni di dollari) ed inaugurata alla fine del 2006.
È ubicato sulla riva destra del fiume Išim, area cittadina ricca di edifici pubblici culturalmente significativi come la limitrofa moschea Áziret Sultan.